# 데릭 워터스
데릭 워터스(Derek Waters, 1979년 7월 30일 ~ )는 미국의 배우, 텔레비전 배우이다.
볼티모어에서 태어났다.

## 방송
- 서버가토리 2

## 영화
- 걸프렌즈 데이 (2017년)
- NSFW (2013년)
- 디스 민즈 워 (2012년)
- 투-레그드 랫 바스터즈 (2011년)
- 홀 패스 (2011년) - 브렌트 역
- 펀칭 더 클라운 (2009년)
- 퍼니 오어 다이 프레즌트 (2009년)
- 페이퍼 하트 (2009년)
- 그는 당신에게 반하지 않았다 (2009년)
- 못말리는 형제들 (2007년)
- 바 스타즈 (2007년)
- 포 유어 컨시더레이션 (2006년)